# El Maco
El Maco est la capitale de la paroisse civile de Bolívar de la municipalité de Gómez dans l'État de Nueva Esparta au Venezuela.